# Arromanches-les-Bains
Arromanches-les-Bains is een gemeente in het Franse departement Calvados (regio Normandië) en telt 532 inwoners (2014). De plaats maakt deel uit van het arrondissement Bayeux. Een bekend monument is de Mulberryhaven van Arromanches-les-Bains. Deze ligt op het D-day strand Gold.

## Geografie
De oppervlakte van Arromanches-les-Bains bedraagt 1,4 km², de bevolkingsdichtheid is 394,3 inwoners per km².
De onderstaande kaart toont de ligging van Arromanches-les-Bains met de belangrijkste infrastructuur en aangrenzende gemeenten.

## Demografie
Onderstaande figuur toont het verloop van het inwonertal (bron: INSEE-tellingen).

Vanwege een beveiligingsprobleem met de MediaWiki Graph-software is het momenteel niet mogelijk deze grafiek weer te geven. Zodra de software is bijgewerkt zal de grafiek vanzelf weer zichtbaar worden.

## Mulberry-Haven
Arromanches-les-Bains is een van de twee plekken waar in de Tweede Wereldoorlog een Mulberryhaven is aangelegd, om de invasie van de Geallieerde troepen te kunnen blijven bevoorraden.
1. ↑  Populations de référence 2022.